# Arcipelago delle Abrolhos
L'arcipelago delle Abrolhos (in portoghese Arquipélago dos Abrolhos) è un complesso di barriere coralline situato nell'oceano Atlantico, in Brasile, nello Stato di Bahia. L'arcipelago è costituito da 5 isole: Santa Bárbara, Sueste, Redonda, Guarita e Siriba e da 6 barriere sommerse: Parcel dos Abrolhos, Parcel das Paredes, Sebastião Gomes, Coroa Vermelha, Viçosa e Timbebas.
L'intero arcipelago, che si estende su un'area marittima di 913 km², è stato dichiarato parco nazionale (Parque Nacional Marinho dos Abrolhos) con il decreto n° 88218 del 6 aprile 1983.

## Storia
L'arcipelago, formatosi tra 52 e 42 milioni di anni fa, è costituito principalmente da rocce vulcaniche e da banchi di sabbia. Ospita le pi estese barriere coralline dell'oceano Atlantico meridionale, alcune delle quali di altezza superiore ai venti metri, come Chapeiroes da Sueste. Il nome dell'arcipelago proviene dall'espressione «abre los ojos», vale a dire «apri gli occhi» in italiano («abra os olhos» in portoghese), utilizzata dai marinai per annunciare la presenza di queste barriere estese su una superficie di 913 km² che rappresentano un serio pericolo per le imbarcazioni. Tra il 1926 e il 1943 qui ha avuto luogo una ventina di naufragi. Attualmente le rotte marittime passano al largo di questo arcipelago, in modo da evitare collisioni che potrebbero costituire, oltre che per le imbarcazioni, anche un grave rischio per l'ambiente naturale.
Il 12 settembre 1631, durante la guerra dei trent'anni, l'arcipelago fu il teatro di un combattimento navale tra la Spagna e le Province Unite.
La prima spedizione scientifica fu quella realizzata nel marzo 1832 dalla HMS Beagle, con a bordo Charles Darwin.